# Kreuz Duisburg
Het Kreuz Duisburg is een knooppunt in de Duitse deelstaat Noordrijn-Westfalen. Op dit klaverbladknooppunt met rangeerbanen kruist de A59 (Dinslaken-Düsseldorf) de A40 (Venlo-Dortmund).

## Geografie
Het knooppunt ligt in Duisburg. Nabijgelegen stadsdelen zijn Duissern, Meiderich, Altstadt, Neuenkamp en Kaßlerfeld. Het knooppunt ligt ongeveer 25 km ten noorden van Düsseldorf, ongeveer 1,5 km ten noordoosten van het stadscentrum van Duisburg en ongeveer 15 km ten westen van Essen.
De A40 verloopt hier parallel aan de Ruhr, die ten noorden van het knooppunt samen met het Rhein-Herne-Kanal en de Duisburg-Ruhrorter Häfen gekruist wordt door de A59 via de Berliner Brücke.

## Rijstroken
Direct ten westen van het knooppunt heeft de A40 2x3 rijstroken; direct ten oosten heeft de noordelijke rijbaan 3 rijstroken (hier is een verbreding naar vier rijstroken gepland), en de zuidelijke rijbaan richting het Kreuz Kaiserberg heeft reeds 4 rijstroken, maar zonder vluchtstroken. De A59 had 2x2 rijstroken, en wordt verbreed naar 2x3 rijstroken. Alle verbindingsbogen hebben één rijstrook.

## Verkeersintensiteiten
In 2010 werd het knooppunt dagelijks door ongeveer 160.000 voertuigen gebruikt. 
| Van                       | Naar                       | Gemiddeld aantal voertuigen per dag | Percentage vrachtverkeer |
| ------------------------- | -------------------------- | ----------------------------------- | ------------------------ |
| AS Duisburg-Häfen (A40)   | AK Duisburg                | 091.900                             | 16,2 %                   |
| AK Duisburg               | AK Kaiserberg (A40)        | 101.300                             | 12,8 %                   |
| AS Duisburg-Ruhrort (A59) | AK Duisburg                | 072.100                             | 07,1 %                   |
| AK Duisburg               | AS Duisburg-Duissern (A59) | 051.700                             | 04,5 %                   |

## Richtingen knooppunt
| Aansluitende wegen              | Aansluitende wegen                | Aansluitende wegen                 | Aansluitende wegen | Aansluitende wegen |
| ------------------------------- | --------------------------------- | ---------------------------------- | ------------------ | ------------------ |
|                                 |                                   | richting Duisburg-Nord / Dinslaken |                    |                    |
|                                 |                                   |                                    |                    |                    |
| richting Duisburg-Häfen / Venlo | richting Kreuz Kaiserberg / Essen |                                    |                    |                    |
|                                 |                                   |                                    |                    |                    |
|                                 |                                   | richting Duisburg-Süd / Düsseldorf |                    |                    |